# Afrogecko swartbergensis
Afrogecko swartbergensis là một loài thằn lằn trong họ Gekkonidae. Loài này được Haacke miêu tả khoa học đầu tiên năm 1996.